# Birgit Radochla
Birgit Radochla, później Michailoff (ur. 31 stycznia 1945 w Döbern) – niemiecka gimnastyczka, medalistka olimpijska i wicemistrzyni Europy. W czasie swojej kariery sportowej reprezentowała Niemiecką Republikę Demokratyczną.

## Kariera sportowa
Zajęła 4. miejsce w skoku przez konia, 5. miejsce w wieloboju drużynowym i 18. miejsce w wieloboju indywidualnym na mistrzostwach świata w 1962 w Pradze.
Startując we wspólnej reprezentacji Niemiec na igrzyskach olimpijskich w 1964 w Tokio zdobyła srebrny medal w skoku, przegrywając jedynie z Věrą Čáslavską z Czechosłowacji i ex aequo z Łarysą Łatyniną ze Związku Radzieckiego, a także zajęła 4. miejsca w wieloboju indywidualnym i drużynowym oraz w ćwiczeniach wolnych, 9. miejsce w ćwiczeniach na równoważni i 14. miejsce w ćwiczeniach na poręczach. Zdobyła srebrny medal w ćwiczeniach wolnych (za Čáslavską i razem z Łatyniną) oraz brązowe medale w wieloboju i w ćwiczeniach na równoważni (w obu przypadkach za Čáslavską  i Łatyniną), a także zajęła 4. miejsce w ćwiczeniach na poręczach i 6. miejsce w skoku na mistrzostwach Europy w 1965 w Sofii.
Była wielokrotną medalistką mistrzostw NRD. W wieloboju zwyciężyła w 1961 i 1963, zdobyła srebrny medal w 1964 i brązowy medal w 1962. W skoku przez konia zdobyła złote medale w 1963 i 1964, srebrny medal w 1961 i brązowy medal w 1962. W ćwiczeniach na równoważni zwyciężyła w 1961, zajęła 2. miejsce w 1963 i 1963 oraz 3. miejsce w 1962. W ćwiczeniach wolnych zdobyła złoty medal 1963, srebrne medale w 1962 i 1964 oraz brązowy medal w 1961. W ćwiczeniach na poręczach zdobyła złoty medal w 1964, srebrny medal w 1961 oraz brązowe medale w 1962 i 1963.
Otrzymała brązowy Order Zasługi dla Ojczyzny w 1964.